# Giulio Cesare Croce
Giulio Cesare Croce est un écrivain, conteur, dramaturge et énigmographe italien né le 12 mars 1550 à San Giovanni in Persiceto et mort le 1er janvier 1609 à Bologne.

## Biographie
Fils de forgerons et forgeron à son tour, il est éduqué par son oncle au décès de son père. Il quitte peu à peu la profession familiale pour devenir conteur. Sans mécène, il se fait connaître en racontant ses histoires dans les cours, sur les foires, les marchés et dans les maisons patriciennes. Il s'accompagne d'un violon. Son énorme production littéraire repose sur une auto-édition de ses spectacles. Il eut deux femmes et quatorze enfants et mourut dans la pauvreté.

## Choix de vie et choix esthétiques
Une grande part des informations biographiques sur Giulio Cesare Croce provient de son œuvre autobiographie Descrittione della vita del Croce. Il n'a pratiquement aucun maître et peut être considéré comme l'un des autodidactes les plus célèbres de la littérature italienne. Ses choix le tiennent à l'écart des circuits des lettrés même s'il est en contact avec Giambattista Marino et d'autres écrivains importants de l'époque.
Être lettré à son époque signifie avoir une vie de cour et des mécènes ou être complètement autonome. Il ne fut jamais un lettré au sens strict et cherchait davantage son auditoire parmi les gens ordinaires. Contrairement à beaucoup de ses contemporains qui s'inspirent des souhaits des mécènes, son inspiration et ses motivations viennent du peuple, du public des marchés où, parfois, des lecteurs capables de lire achètent ses textes, ce qui donne à son œuvre le caractère d'un important témoignage de la sensibilité des classes les plus humbles de l'époque baroque.
Dans une littérature qui, depuis le Moyen Âge, est restée insensible aux problèmes des classes défavorisées, stigmatisant la maladresse et la rusticité du peuple, Giulio Cesare Croce, avec Bertoldo, souligne la ruse et le bon sens du paysan opposé aux courtisans, sous la forme d'une revanche contre le harcèlement qu'il était historiquement condamné à subir. Il faudra attendre ensuite le XIXe siècle pour que le romantisme anti-aristocratique et populaire donne la parole aux plus humbles.

## Bertoldo
Croce reprend à maintes reprises des thèmes populaires du passé comme l'histoire de Bertoldo (it) qui a connu au Moyen Âge plusieurs versions se déroulant à la cour du roi Alboino soit à Vérone soit à Pavie. Dans sa version écrite en 1606, Le sottilissime astutie di Bertoldo, il situe l'histoire à Vérone et le pays d'origine de Bertoldo à Roverè. Il rend les aventures moins licencieuses et atténue la forme de vengeance populaire envers les puissants. La source écrite se trouve dans le Dialogus Salomonis et Marcolphi.
À ces aventures il ajoute une suite en 1608, Le piacevoli et ridicolose simplicità di Bertoldino, qui traite du fils de Bertoldo, Bertoldino (it) aux prises avec sa mère Marcolfa (it). Par la suite, en 1620, l'abbé Adriano Banchieri écrit une nouvelle suite, Novella di Cacasenno, figliuolo del semplice Bertoldino. Depuis lors, l'œuvre de Croce est souvent réunie à la nouvelle et l'ensemble est publiée sous le titre Bertoldo, Bertoldino e Cacasenno dont sont adaptés un opéra en 1748 et trois films, en 1936 (it), en 1954 (it) et en 1984.
Dans Bertoldo, Croce avoue probablement ses aspirations secrètes, le fruste vilain est l'autodidacte, la présence à la cour est le coup de chance avec lequel il pensait résoudre ses problèmes et la liberté de pensée et d'action de Bertoldo à la cour est son désir d'avoir mécène comme beaucoup de ses contemporains sans avoir à payer le prix de la gratitude.

## Œuvre
Giulio Cesare Croce laisse plus de six-cents œuvres alternant la langue italienne et différents dialectes parmi lesquels le bolonais, le bergamasque et de nombreux autres dialectes et langues européennes. Il est l'un des plus grands représentants italiens de la littérature de carnaval, source importante de la littérature européenne, identifiée pour la première fois par le critique russe Mikhaïl Bakhtine, caractérisée par son lien étroit avec la culture rurale, en particulier avec le rituel du carnaval et qui compte parmi ses représentants des auteurs comme Lucien de Samosate, François Rabelais, Miguel de Cervantes et Fiodor Dostoïevski. Sa production littéraire comprend deux romans, Bertoldo et Bertoldino, plusieurs comédies et de nombreux petits livres, en prose et en vers, qui couvrent divers genres littéraires de la littérature populaire tombés en désuétude.

### Nouvelles
- Le sottilissime astuzie di Bertoldo
- Le piacevoli e ridicolose simplicità di Bertoldino, figlio del già astuto Bertoldo

### Œuvre autobiographique
- Descrizione della vita del Croce (autobiographie en vers)
- Burla fatta all'autore da un suo amico in luogo di colazione
- Capitolo a un amico finto del Croce
- Capitolo all'illustrissimo mentre il Croce era a Savona
- Capitolo mentr'il Croce era a Casa Nuova loco dell'Abruzzo
- Disgrazia memorabile del Croce
- Disgrazia d'una notte occorsa per seguitare una cortigiana
- Disgrazia memorabile intervenuta al Croce in villa
- Innamoramento di Giulio Cesare Croce
- Satira a Z.F.M.
- Sclamazione del Croce a un suo amico, dolendosi che non è prezzata la poesia
- Stanze in morte di Carlino mio figliolo
- Terzetti del Croce al Vecchi

### Éloges paradoxaux
- La barca de' ruinati che parte per Trabisonda
- Canzone di Madonna Ruvidazza
- Canzone nova e ridicolosa in lode de' sughi che s'usano di fare al tempo della vandemmia
- Descrizione della vita e statura del contraffatto Bragonico selvaggio
- Discorso piacevole in lode della corda
- Discorso piacevole sopra i debiti
- Due capitoli, uno in lode, l'altro in biasimo della prigione
- L'eccellenza e il trionfo del porco
- La sollecita e studiosa Accademia de' Golosi
- Grandezza della povertà
- La gravità e generosità del bue
- La nobiltà de' "coglioni" [sic] e difesa loro
- La nobiltà del Gobbino da Gubbio
- La nobiltà e trofei dell'asino

### Portraits de personnages du peuple et scènes de vie populaire
- Alfabeto de' giocatori
- L'arte della forfanteria
- Astuzie delle vecchie malitiose
- Barzelletta piacevolissima sopra i fanciulli che vanno vendendo ventarole
- Barzelletta nuova sopra le puttanelle che vanno in maschera
- Barzelletta piacevole sopra la fiera che si fa in Bologna alli quindici d'agosto
- Barzelletta sopra la morte di Giacomo dal Gallo, famosissimo bandito
- Il battibecco ovvero cicalamento e chiacchiaramento che s'odono fare certe donnette mentre stanno a lavare i panni a Reno
- Bravata di Babino della Torre da Cavodivuol con Batolina vezzosa da Pian del Mugello
- Cantilena graziosa sopra il primo di' d'agosto
- Canzone in dialogo sopra una vecchia e una giovane che si pigliavano delle pulici una sera
- Canzone della Violina
- Canzoni delle lodi di madonna Tenerina
- Canzone di madonna Disdegnosa, sorella di madonna Tenerina
- Canzone sopra la porcellina che si tra' giù del Palazzo dell'illustre città di Bologna
- IL festino del Barba Bigo dalla valle
- La Filippa da Calcara la quale va cercando da far bucate
- I gran cridalesimi che si fanno in Bologna nelle pescarie tutta la Quaresima
- Lamento de' poveretti i quali stanno a pigione
- Lodi delle pulite e leggiadre caldirane
- La Mantina
- Nozze della Michelina del Vergato in Sandrello da Montebudello
- Orribile e stupenda baruffa fatta tra due vecchie per una gatta
- La Pidocchia ostinata
- La Rossa del Vergato, la quale cerca padrone in Bologna
- La scavezzaria della canova dal barba Plin da Luvolè
- La Simona dalla Sambuca
- Smergulament over piantuori che fa la Zà Tadia quando so fiol andò a la guerra

### Comédies
- La Farinella
- Il tesoro
- Sandrone astuto
- Banchetto de' malcibati (sur la famine de 1590)
- La cantina fallita
- Cleopatra e Marcantonio
- Sotterranea confusione o vero tragedia sopra la morte di Sinam Bassa famoso capitano de' Turchi
- Tartufo, nuova commedia boschereccia
- Tragedia in Commedia fra i bocconi da grasso e quelli da magro

### Autres œuvres
- Abbattimento amoroso de gli animali terrestri ed aerei
- Abbattimento terribile e tremendo fatto fra il sì e il no
- Questione di varij lenguazi
- Sogno del Zani
- Dispute fra Cola et Arlechino
- La gran vittoria di Pedrolino contra il Dottor Gratiano Scatolone
- La canzone di Catarinon
- Conclusiones quinquaginta tres sustintà in Franculin dal macilent Signor Grazian Godga...
- Sbravate, razzate e arcibullate dell'arcibravo Smedolla uossi...
- Utrom del Dottore Graziano Partesana da Francolino
- Vanto ridicoloso del Trematerra
- Le ventisette mascherate piacevolissime (dédiée à la venitienne Berenice Gozzadina Gozadini)
- Vita, gesti e costumi di Gian Diluvio da Trippaldo
- X.Y.Z. Conclusiones mathematicae, medicinae, ars poeticae et musicae...